# Veeraganur
Veeraganur är en ort i Indien.   Den ligger i distriktet Salem och delstaten Tamil Nadu, i den södra delen av landet, 1 900 km söder om huvudstaden New Delhi. Veeraganur ligger 172 meter över havet och antalet invånare är 10 534.
Terrängen runt Veeraganur är platt åt nordost, men åt sydväst är den kuperad. Runt Veeraganur är det tätbefolkat, med 266 invånare per kvadratkilometer. Närmaste större samhälle är Attur, 19,5 km nordväst om Veeraganur. Omgivningarna runt Veeraganur är en mosaik av jordbruksmark och naturlig växtlighet.